# Positivismo en Ecuador

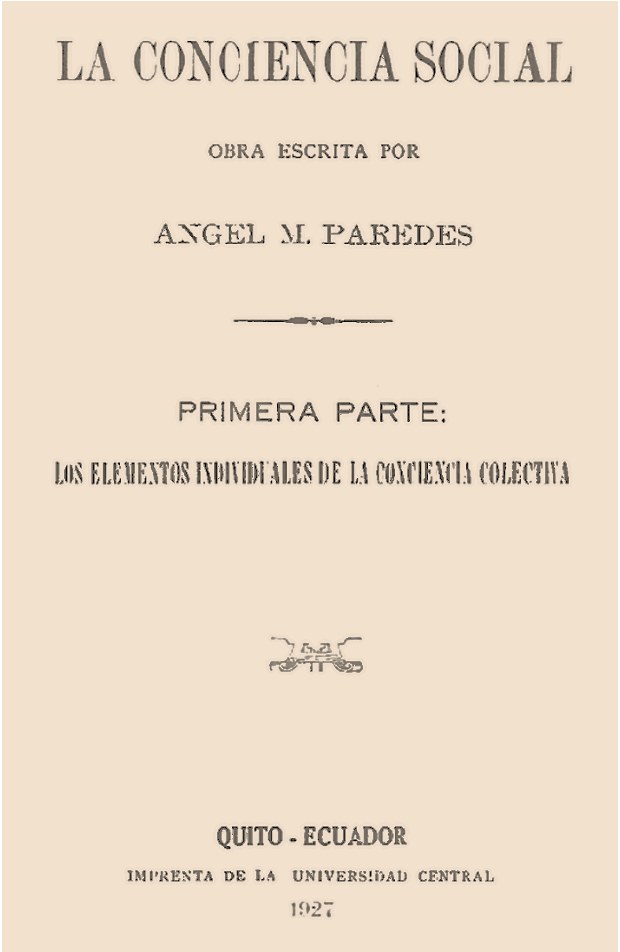
La conciencia social, tratado positivista de sociología por Ángel Modesto Paredes.

El positivismo en Ecuador influyó en el desarrollo del pensamiento social y político del país a finales del siglo XIX y principios del XX. Esta corriente filosófica, que enfatiza la observación empírica y el método científico, se manifestó en diversas áreas, desde la educación hasta la política, buscando modernizar la sociedad ecuatoriana a través de la razón y el progreso científico. Figuras clave como Agustín Cueva Sáenz y Belisario Quevedo fueron pioneros en adaptar estas ideas, aplicándolas al contexto ecuatoriano y contribuyendo al desarrollo de la sociología en este país.

## Historia del positivismo en Ecuador

### Antecedentes
Uno de los principales antecedentes fue la influencia del darwinismo en Ecuador. Este proceso iniciaría tras la anexión de las Islas Galápagos en 1832, impulsando expediciones científicas y debates que influenciaron la historia del país. La teoría de la evolución de Darwin, observada durante su estancia en las islas, generó un interés científico que trascendió la biología, impactando la filosofía y la política ecuatoriana. La introducción del darwinismo en Ecuador se atribuye al jesuita alemán Theodor Wolf, quien en 1870 impartió clases sobre la teoría en la Universidad Politécnica de Quito. Sus enseñanzas generaron controversia, especialmente con el clero tradicional, que veía la ciencia como una amenaza a la religión. A pesar de la oposición, el darwinismo se arraigó en el pensamiento e influyó en la Revolución Liberal de Ecuador, promoviendo la secularización del Estado y generando debates sobre la relación entre ciencia y religión. Las ideas de Darwin fueron utilizadas por liberales para argumentar a favor de la separación de la Iglesia y el Estado, defendiendo que la moral y las leyes son construcciones sociales y no divinas. Este uso del darwinismo también sirvió para desafiar la autoridad de la Iglesia y promover la libertad de expresión y prensa, en contraposición a lo que se consideraba "censura al progreso científico". Los debates entre conservadores y liberales sobre el darwinismo fueron intensos y polarizados. Figuras como Manuel Cornejo Cevallos y Juan de Dios Campuzano lideraron las discusiones a favor de la evolución de las especies. Los liberales veían en el darwinismo una justificación para sus ideales de progreso y soberanía popular, mientras que los conservadores lo rechazaban, temiendo que condujera al materialismo y la disolución del orden social. Estos debates reflejaron la profunda división en la sociedad ecuatoriana sobre el papel de la religión y la ciencia. La controversia alcanzó su punto álgido con el envenenamiento del arzobispo Checa y Barba y la erupción del volcán Cotopaxi, eventos que fueron interpretados de manera diferente por liberales y conservadores. Finalmente, la Revolución Liberal de 1895, impulsada en parte por estas ideas, llevó a la instauración del Estado Laico en Ecuador, marcando un cambio fundamental en la relación entre la Iglesia y el Estado.

### Inicios de la sociología positivista
A principios del siglo XX, la sociología ecuatoriana emergió, influenciada por el positivismo de Comte y Spencer, lo que llevó a un enfoque psicologista y biologista en sus teorías. Agustín Cueva Sáenz, desde la Universidad Central de Ecuador, difundió estas ideas, formando a destacados sociólogos como Belisario Quevedo, Ángel Modesto Paredes  y Luis Bossano.
A pesar de las críticas a Spencer y su determinismo biológico, su influencia perduró en Ecuador, donde sus teorías ofrecían una alternativa laica a la tradicional visión metafísica y moralista. La conexión de Spencer con Charles Darwin, quien visitó el país, reforzó estas ideas a través de la influencia que tuvo el darwinismo en Ecuador. Los sociólogos ecuatorianos, conscientes de los cambios mundiales como las revoluciones políticas y las guerras mundiales, buscaron actualizar el pensamiento spenceriano con nuevas ideas políticas, y vincularon el positivismo con el progreso, proponiendo una dirección para Ecuador.

### Principales proponentes del positivismo

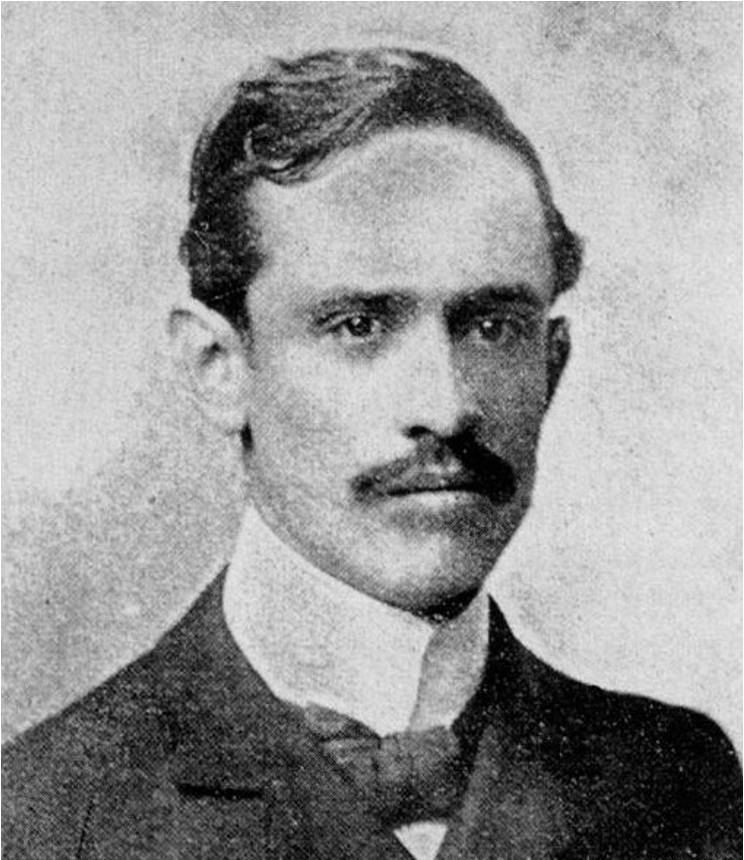
Belisario Quevedo

La institucionalización de la sociología en Ecuador se produjo tardíamente en comparación con otros países, iniciándose con la creación de la primera cátedra en la Universidad Central en 1915. Esta nueva disciplina surgió con una fuerte conexión con el derecho y un enfoque en el estudio de la sociedad ecuatoriana, desarrollándose bajo la influencia dominante del positivismo y el liberalismo político. En este contexto, Agustín Cueva Sáenz, como primer profesor de la disciplina, ejerció una influencia significativa a través de su labor pedagógica, introduciendo teorías europeas y adaptándolas a la realidad específica del Ecuador. 

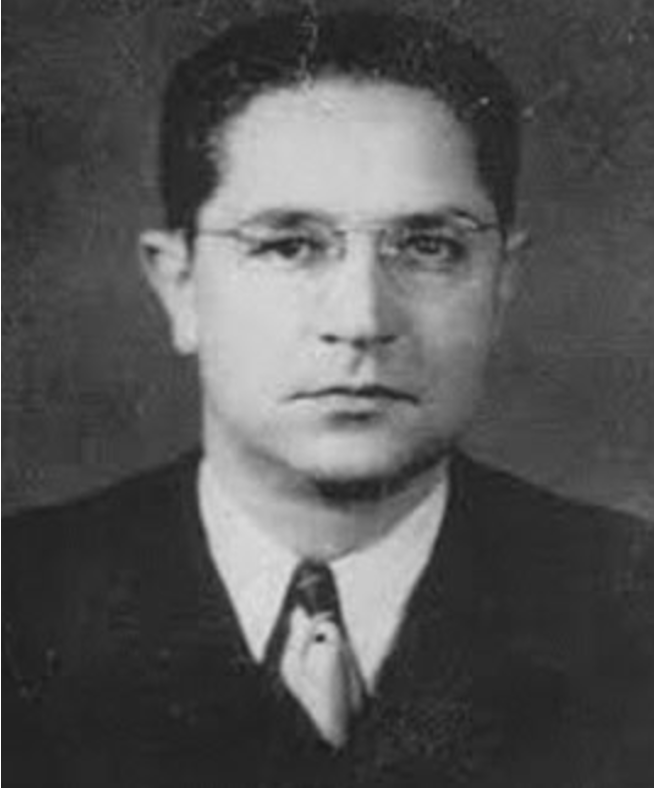
Luis Bossano

Los debates y discusiones en torno a la naturaleza y el alcance de la sociología, que se reflejaron en diversas publicaciones académicas, fueron fundamentales en la configuración de su trayectoria hasta la década de 1950. Estos debates contribuyeron a la consolidación de un canon particular dentro de la sociología ecuatoriana, el cual persistió hasta la apertura a perspectivas teóricas más amplias y globales que se produjo en la década de 1960. En este periodo formativo, diversos pensadores realizaron contribuciones significativas al desarrollo de la sociología en este país. Belisario Quevedo, por ejemplo, desarrolló una sociología de corte positivista que buscaba comprender la conducta humana y la formación social a través de conceptos como la imitación y la conciencia social, adaptando las ideas positivistas al contexto ecuatoriano. Luis Bossano Paredes, (no emparentado con Ángel Modesto Paredes) también se inscribió dentro de la corriente positivista y se convirtió en una figura central de la sociología ecuatoriana en la primera mitad del siglo XX, junto a Modesto Paredes y el propio Belisario Quevedo. Bossano plasmó sus ideas en su obra principal, "Problemas de la Sociología" (1941).  En este trabajo, analizó la constitución de la sociología como disciplina académica y propuso una metodología específica para la investigación social. A esto se suma, Ángel Modesto Paredes emergió como un líder de esta escuela sociológica, llegando a proclamar la primacía de la sociología sobre la filosofía, marcando así la dirección del pensamiento en los años venideros.

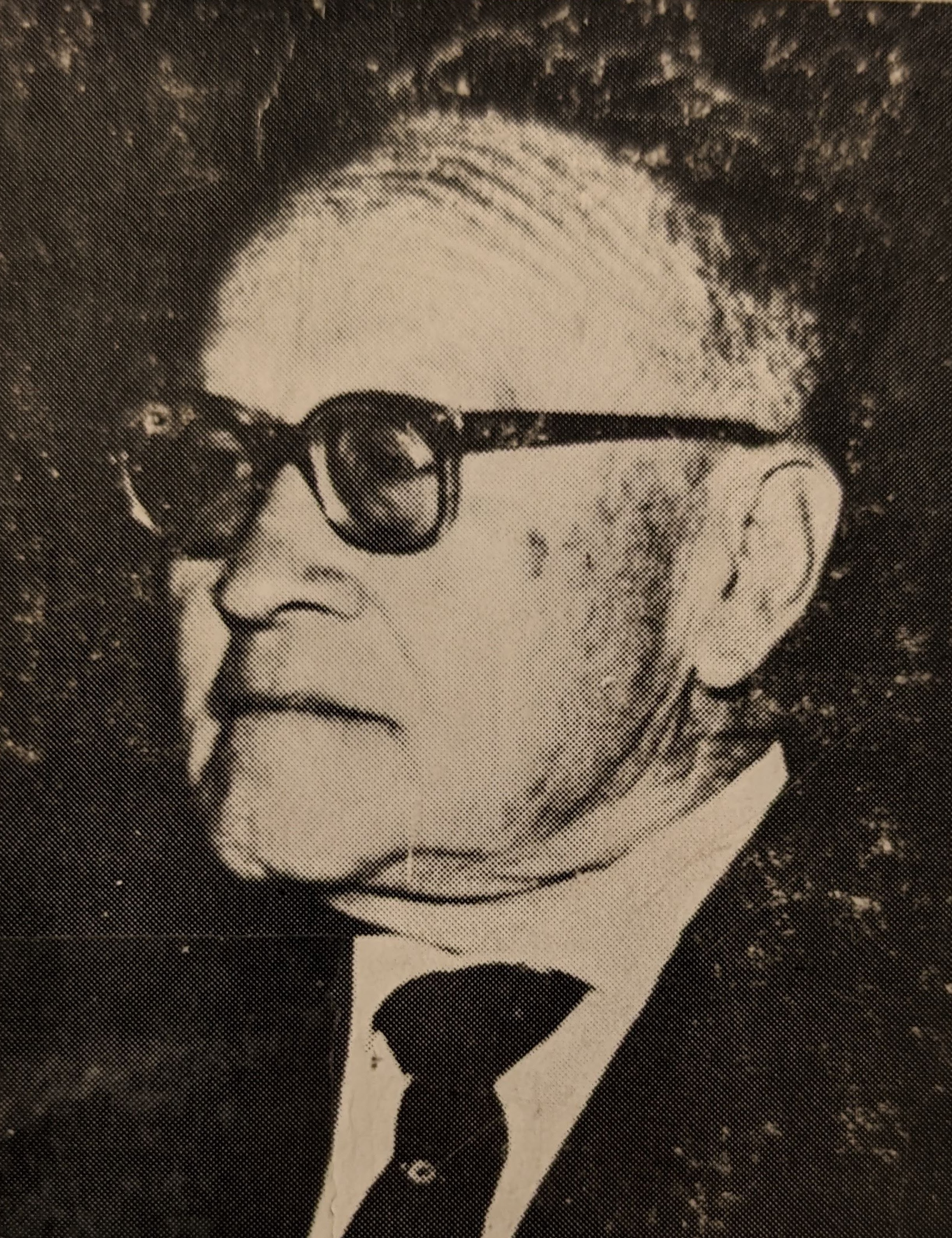
Ángel Modesto Paredes

Algo que caracterizaría el positivismo sería vitalismo spenceriano. Por ejemplo Belisario Quevedo concebía la vida como el objetivo primordial de la voluntad y la adaptación como un mecanismo para la conservación del ser, argumentando que el egoísmo individual se transformaba en altruismo a nivel grupal. Quevedo también realizó una adaptación de las etapas comtianas de la filosofía de la historia al campo de la sociología, identificando a Hegel y Spencer como figuras clave en el impulso de la ciencia positiva. Su propuesta abogaba por una sociología que trascendiera la perspectiva tradicional y se fundamentara en la experimentación y la concepción spenceriana de la evolución social, incorporando también elementos de las ideas de Marx y Pareto. Asimismo Bossano en su concepción de la sociología, se vería influenciado por el positivismo y el biologicismo de Spencer. Bossano examinó la disciplina desde sus fundamentos, teorías y métodos, resaltando la influencia de las fuerzas biológicas tanto en la vida individual como en la colectiva, para de esta manera explicar la "evolución de la democracia". De esta manera, Bossano lograría explicar el Estado como una institución que debe proponerse hacer cumplir "la más genuina expresión de la solidaridad humana". Y de esta manera concebir la vida estatal como penetración cada vez más amplia y honda en los deseos de la comunidad. En general los sociólogos ecuatorianos de esta época se dedicaron a explorar una variedad de temas relevantes para la realidad nacional, incluyendo el regionalismo, la cuestión racial, la metodología científica y la historia, buscando establecer una conexión entre una ontología positivista y una ética de corte socialista con el objetivo de proyectar el futuro de la sociedad ecuatoriana.
La introducción del positivismo generó una transformación significativa en el panorama filosófico ecuatoriano, desplazando los sistemas metafísicos escolásticos e idealistas hacia un enfoque que priorizaba el estudio de la sociedad, lo que haría a Paredes afirmar en 1954 que "la Sociología ocupa en la cultura intelectual de esta hora, el puesto antes asignado a la Filosofía; de manera que puede decirse que la ha desplazado y la ha sustituido” Obras como "La conciencia social" de Paredes ejemplifican este cambio, buscando fundamentar la filosofía en el conocimiento científico a través de la integración de disciplinas como la geografía, la psicología y la economía. Como consecuencia de este giro, la metafísica, que previamente ocupaba un lugar central, fue relegada al ámbito de la literatura, consolidando una tendencia que se había iniciado en el romanticismo y que fue posteriormente desarrollada por autores como José Rumazo y Luis Alberto Costales, este último conocido por su desarrollo de la "poesía cósmica". Este cambio paradigmático implicó una reorientación fundamental del pensamiento ecuatoriano, otorgando prioridad al análisis de la sociedad y sus dinámicas por encima de las especulaciones abstractas. La filosofía estableció un vínculo estrecho con las ciencias sociales y la psicología, buscando comprender y explicar la realidad a través de la aplicación de métodos empíricos.

## La filosofía en Ecuador después del positivismo
Después de la crítica positivista a la filosofía y sus intentos de hacer afirmaciones metafísicas sobre la realidad última, la reorientación de la filosofía hacia los temas sociales en Ecuador se ha mantenido. Ahora, la investigación de la realidad a través de métodos empíricos en las universidades prevalece, así como la especulación metafísica, pero a través de la literatura, como inició durante el romanticismo en Ecuador.
Entre el primer grupo destacamos a los filósofos que se dedicarían a la pedagogía, continuando o modificando la dirección pedagógica delineada por los positivistas como sería el caso de Emilio Uzcátegui y Hernán Malo González.Especialmente el primero de ellos dedicaría su vida a reformar el sistema educativo publicando importantes obras como “Historia de la educación en Hispanoamérica” en 529 pp. y “Bosquejo de una Filosofía de la Educación” en el año de 1982. Además continuaría el legado dejado por los primeros positivistas que desarrollarían su pensamiento en la universidad Central de Ecuador, liderando él esta institución. Por su parte el padre Hernán Malo González, si bien no sería un positivista, ni kantiano, concebía la relación epistemológica de la siguiente manera: "La razón práctica debe funcionar en íntima relación con la instancia suprema de la razón teórica, la cual reside autónomamente en la Universidad". Al ser Malo un sacerdote, asignaba un rol dialéctico a la teología. Es decir, asignaba a la Facultad de Teología, Facultad que fue adscrita a la Universidad durante su rectorado en la Universidad Católica, el diálogo con otras disciplinas de tal modo que se exprese el punto de vista teológico sobre los problemas suscitados por las coyunturas científicas, sociales, locales y nacionales, como afirman los lineamientos generales de su plan maestro.
A esto se suman los escritores marxistas, donde destacan Manuel Agustín Aguirre, Agustín Cueva y Bolívar Echeverría. Si bien por marxistas, rechazaban el positivismo en sentido estricto, al enmarcarse dentro de la filosofía marxista no sostenían ninguna afirmación metafísica que contradiga su materialismo, que era la base de la realidad. Agustín Aguirre sería uno de los principales divulgadores del marxismo y sus clases serían la base para formar nuevos pensadores. Cueva desarrollaría la teoría marxista aplicándola a la sociología de Latinoamérica, con enfoque en las relaciones de poder en la política, mientras que Echeverría propondría una "definición de la cultura" modificando la dialéctica a través de una teoría semiótica y teniendo como base la comunicación dialéctica materialista.Con estrecha relación con la estética desarrollada por Walter Benjamin, construiría una teoría sociológica que sería la base del ethos barroco.
Se sumarían a esta tendencia los escritores que verían en el orientalismo una alternativa, siendo principalmente divulgadores, practicantes de los métodos orientales de meditación y alimentación, así como traductores de los principales textos y mantendrían diálogo con la filosofía occidental. En este sentido destacarían Marco Vinicio Rueda y Santiago Gangotena junto con Renaud Neubauer.
Por otro lado, los filósofos en Ecuador se han enfocado en reconstruir la historia del "pensamiento" en dicho país, teniendo como principal resultado el proyecto de la "Biblioteca Básica del pensamiento ecuatoriano" que sería publicado por la Corporación Editora Nacional. Parte de los primeros esfuerzos para reconstruir la historia de la filosofía de Ecuador lo empezaría Arturo Andrés Roig, con su libro "Esquemas para una historia de la filosofía en Ecuador". Por otro lado se debe destacar a Carlos Paladines Escudero con sus diversas publicaciones, especialmente su libro "Sentido y trayectoria del pensamiento Ecuatoriano" o también el "Manual de Historia de la Educación y el Pensamiento Pedagógico Ecuatoriano". Asimismo es importante el trabajo del filósofo Samuel Guerra por reconstruir la filosofía escolástica en la Real Audiencia de Quito con su libro titulado "La filosofía en Quito colonial"